# Sand Coulee (Montana)
Sand Coulee es un lugar designado por el censo ubicado en el condado de Cascade en el estado estadounidense de Montana. En el Censo de 2010 tenía una población de 212 habitantes y una densidad poblacional de 31,23 personas por km².

## Geografía
Sand Coulee se encuentra ubicado en las coordenadas 47°24′9″N 111°10′19″O / 47.40250, -111.17194. Según la Oficina del Censo de los Estados Unidos, Sand Coulee tiene una superficie total de 6.79 km², de la cual 6.79 km² corresponden a tierra firme y (0%) 0 km² es agua.

## Demografía
Según el censo de 2010, había 212 personas residiendo en Sand Coulee. La densidad de población era de 31,23 hab./km². De los 212 habitantes, Sand Coulee estaba compuesto por el 95.75% blancos, el 0.94% eran afroamericanos, el 1.42% eran amerindios, el 0% eran asiáticos, el 0% eran isleños del Pacífico, el 0.47% eran de otras razas y el 1.42% pertenecían a dos o más razas. Del total de la población el 1.42% eran hispanos o latinos de cualquier raza.